# ميرسك للطيران
ميرسك للطيران (بالإنجليزية: Maersk Air)‏، هي شركة طيران وطنية دنماركية